# Francis Day
Francis Day   (Maresfield, 2 de març de 1829 - Cheltenham, 10 de juliol de 1889) era un cirurgià militar i naturalista de l'exèrcit britànic que després va ser promogut inspector general de la pesca a l'Índia i Birmània. Ictiòleg pioner, va descriure més de tres-cents peixos en l'obra en dos volums The Fishes of India (Peixos de l'Índia). També va escriure els volums sobre peixos de la sèrie Fauna of British India (Fauna de l'Índia britànica). Va ser responsable de la introducció de la truita als turons de Nilgiri, per la qual va rebre una medalla de la Société d'Acclimatation francesa. Només una petita part de la seva col·lecció de peixos és troben al Museu d'Història Natural de Londres per un conflicte perllongat amb Albert Günther, el cap del departament de zoologia. La resta de la col·lecció és dispersa a museus arreu al món.
Obra destacada
- The Fishes of India tom I, 1878
- The Fishes of India tom II, 1878
- The Fishes of India suplement, 1888